# Albin Ekdal
Albin Ekdal (Stockholm, 28 juli 1989) is een Zweeds voetballer die doorgaans als middenvelder speelt. Hij staat sinds 2024 onder contract bij Djurgårdens IF. Voorheen kwam hij onder andere uit voor Cagliari en Ekdal. Ekdal debuteerde in 2011 in het Zweeds voetbalelftal.

## Clubcarrière
Ekdal stroomde in 2006 door vanuit de jeugd van IF Brommapojkarna. Hiervoor debuteerde hij in 2007 in het eerste elftal, op dat moment actief in de Allsvenskan, maar het degradeerde hier hetzelfde seizoen nog uit.
Ekdal tekende in mei 2008 vervolgens een vierjarig contract bij Juventus. In oktober 2008 maakte hij daarvoor zijn debuut in de Serie A, in een wedstrijd tegen Napoli. Het bleek een van drie competitiewedstrijden die hij gedurende zijn tijd voor de club zou spelen. Juventus verhuurde Ekdal gedurende het seizoen 2009/10 aan AC Siena en deed in 2010 zowel hem als 50% van zijn transferrechten vervolgens definitief over aan Bologna. Ook voor deze clubs was hij actief in de Serie A. Met een zeventiende en een zestiende plaats verdiende hij in die jaren met beide clubs lijfsbehoud op het hoogste niveau. Ekdal verhuisde in 2011 naar Cagliari, zijn derde club in de Serie A. Hier speelde hij vier seizoenen, met een elfde plaats in het seizoen 2012/13 als sportief hoogtepunt. In het seizoen 2014/15 maakte hij daarentegen voor de tweede keer in zijn profloopbaan een degradatie mee.
Ekdal daalde niet met Cagliari af naar de Serie B. Hij tekende in plaats daarvan in juli 2015 een contract tot medio 2019 bij Hamburger SV. Dat had zich net door middel van play-offwedstrijden behouden in de Bundesliga. Het betaalde Cagliari circa €4.500.000,- voor hem. In zijn eerste seizoen bij de club speelde Ekdal veertien wedstrijden in de Bundesliga. Zijn verblijf bij Hamburger duurde drie seizoenen. Daarin was hij nooit een stabiele basisspeler. Zijn ploeggenoten en hij eindigden het seizoen 2017/18 op de zeventiende plaats, wat degradatie naar de 2. Bundesliga betekende.
Ekdal tekende in augustus 2018 een contract tot medio 2021 bij Sampdoria. Hier maakte coach Marco Giampaolo weer aan basisspeler van hem. Op 13 juli 2022 maakte de speler de overstap naar Spezia Calcio 1906. In 2023 keerde hij terug naar Zweden en tekende Ekdal een contract bij Djurgårdens IF.

## Interlandcarrière
Ekdal maakte deel uit van verschillende Zweedse nationale jeugdselecties. Hij debuteerde op 10 augustus 2011 onder bondscoach Erik Hamrén in het Zweeds voetbalelftal, in een met 0–1 gewonnen oefeninterland in en tegen Oekraïne. Nadat hij in 2012 voor de tweede keer uitkwam voor Zweden, werd hij in 2013 een regelmatige international.
Ekdal speelde acht interlands in het kwalificatietoernooi voor het Europees kampioenschap voetbal 2016 in Frankrijk. Hamrén nam hem op 11 mei 2016 ook op in de Zweedse selectie voor het toernooi zelf. Zweden werd uitgeschakeld in de groepsfase na nederlagen tegen Italië (0–1) en België (0–1) en een gelijkspel tegen Ierland (1–1). Hij speelde alle drie de wedstrijden, waarvan twee vanaf het begin.
Bondscoach Janne Andersson nam Ekdal twee jaar later ook mee naar het WK 2018. Hierop bereikte hij met Zweden de kwartfinale. Ekdal was basisspeler in alle vijf de wedstrijden die het toernooi duurde voor zijn landgenoten en hem. Andersson wees hem op 7 juni 2019 voor het eerst aan als aanvoerder van het nationale elftal. Zweden won die dag met 3–0 van Malta in een kwalificatiewedstrijd voor het EK 2020.
1 Isaksson ·
2 Lustig ·
3 Johansson · 
4 Granqvist ·
5 Olsson ·
6 Forsberg ·
7 Larsson ·
8 Ekdal ·
9 Källström ·
10 Ibrahimović  · 
11 Berg · 
12 Olsen ·
13 Jansson ·
14 Lindelöf ·
15 Hiljemark ·
16 Wernbloom ·
17 Augustinsson ·
18 Lewicki ·
19 Kujović ·
20 Guidetti ·
21 Durmaz ·
22 Zengin ·
23 Carlgren ·
Coach: Hamrén
1 Olsen ·
2 Lustig ·
3 Lindelöf ·
4 Granqvist ·
5 Olsson ·
6 Augustinsson ·
7 Larsson ·
8 Ekdal ·
9 Berg ·
10 Forsberg ·
11 Guidetti ·
12 Johnsson ·
13 Svensson ·
14 Helander ·
15 Hiljemark ·
16 Krafth ·
17 Claesson ·
18 Jansson ·
19 Rohdén ·
20 Toivonen ·
21 Durmaz ·
22 Thelin ·
23 Nordfeldt ·
Coach: Andersson
1 Olsen ·
2 Lustig ·
3 Lindelöf ·
4 Granqvist  ·
5 Bengtsson ·
6 Augustinsson ·
7 S. Larsson ·
8 Ekdal ·
9 Berg ·
10 Forsberg ·
11 Isak ·
12 Johnsson ·
13 Svensson ·
14 Helander ·
15 Sema ·
16 Krafth ·
17 Claesson ·
18 Jansson ·
19 Svanberg ·
20 Olsson ·
21 Kulusevski ·
22 Quaison ·
23 Nordfeldt ·
24 Danielson ·
25 J. Larsson ·
26 Cajuste ·
Coach: Andersson